# Bugesera (distrito)
Bugesera é um distrito (akarere) na Província do Leste, em Ruanda. Sua capital é Nyamata.

## Geografia
Bugesera engloba áreas do sul de Kigali, que estavam anteriormente na província Kigali Ngali, ao redor da cidade de Nyamata. A área é propensa a seca, e tem sido afectada como a localização de um possível novo aeroporto internacional para servir Kigali, 40 km de distância, e o resto da nação, substituindo o Aeroporto Internacional de Kigali.
A área tem uma maior temperatura média diurna do que a média ruandês, e menor precipitação, o que por vezes conduzem a períodos de seca.

## Setores
O distrito de Bugesera é dividido em 16 setores (imirenge): Gashora, Juru, Kamabuye, Ntarama, Mareba, Mayange, Musenyi, Mwogo, Ngeruka, Nyamata, Nyarugenge, Rilima, Ruhuha, Rutonde, Rweru e Shyara.